# بهمن الیاسی
بهمن الیاسی (زادهٔ ۱۳۴۱ در همدان) نمایندهٔ حوزهٔ انتخابیهٔ سنقر و کلیایی در دورهٔ هفتم مجلس شورای اسلامی بوده‌است.